# 로어반도

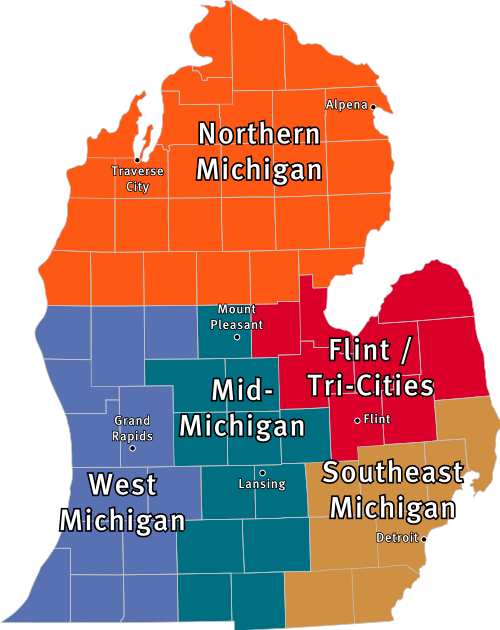
로어반도

로어반도(Lower Peninsula)는 미시간주 남부를 이루는 반도이다. 삼면이 호수로 둘러싸여 있으며 남쪽으로 오하이오주와 인디애나주와 연결되어 있다.
앤아버, 캘러머주, 랜싱, 이스트랜싱, 폰티악, 디트로이트 등의 주요 도시가 로어 반도에 있다.

## 지역
로어반도 지역은 도시/시골 여부, 소수 인종의 수 등에 따라 6개의 주된 지역으로 나눌 수 있다.
- 미시간 중부
- 플린트/트리시티
  - 더 썸(The Thumb)
  - 그레이터 트리시티 (미시간) 지역
- 미시간 북부
- 미시간 남부
- 미시간 남동 / 메트로 디트로이트
- 미시아나를 포함한 미시간 서부

## 같이 보기
- 미시간주의 군 목록